# Gran Premi de Gran Bretanya del 1958
Resultats del Gran Premi de la Gran Bretanya de Fórmula 1 de la temporada 1958, disputat al circuit de Silverstone el 19 de juliol del 1958.

## Resultats
| Pos | No | Pilot               | Equip            | Voltes | Temps/ Retirada  | Pos. de sortida | Punts |
| --- | -- | ------------------- | ---------------- | ------ | ---------------- | --------------- | ----- |
| 1   | 1  | Peter Collins       | Ferrari          | 75     | 2h 09' 04. 2     | 6               | 8     |
| 2   | 2  | Mike Hawthorn       | Ferrari          | 75     | + 24.2 s         | 4               | 7     |
| 3   | 10 | Roy Salvadori       | Cooper - Climax  | 75     | + 50.6 s         | 3               | 4     |
| 4   | 9  | Stuart Lewis-Evans  | Vanwall          | 75     | + 50.8 s         | 7               | 3     |
| 5   | 20 | Harry Schell        | BRM              | 75     | + 1' 14.8 min.   | 2               | 2     |
| 6   | 11 | Jack Brabham        | Cooper - Climax  | 75     | + 1' 23.2 min.   | 10              |       |
| 7   | 8  | Tony Brooks         | Vanwall          | 74     | + 1 Volta        | 9               |       |
| 8   | 4  | Maurice Trintignant | Cooper - Climax  | 73     | + 2 Voltes       | 12              |       |
| 9   | 5  | Carroll Shelby      | Maserati         | 72     | + 3 Voltes       | 15              |       |
| Ret | 3  | Wolfgang von Trips  | Ferrari          | 59     | Motor            | 11              |       |
| Ret | 22 | Jo Bonnier          | Maserati         | 49     | Caixa canvi      | 13              |       |
| Ret | 6  | Gerino Gerini       | Maserati         | 44     | Caixa canvi      | 18              |       |
| Ret | 12 | Ian Burgess         | Cooper - Climax  | 40     | Embragatge       | 16              |       |
| Ret | 7  | Stirling Moss       | Vanwall          | 25     | Motor            | 1               |       |
| Ret | 17 | Cliff Allison       | Lotus - Climax   | 21     | Motor            | 5               |       |
| Ret | 19 | Jean Behra          | BRM              | 19     | Suspensions      | 8               |       |
| Ret | 15 | Ivor Bueb           | Connaught - Alta | 19     | Caixa canvi      | 17              |       |
| Ret | 18 | Alan Stacey         | Lotus - Climax   | 19     | Sobreescalfament | 20              |       |
| Ret | 16 | Graham Hill         | Lotus - Climax   | 17     | Sobreescalfament | 14              |       |
| Ret | 14 | Jack Fairman        | Connaught - Alta | 7      | Encesa           | 19              |       |

## Altres
- Pole: Stirling Moss 1' 39. 4

- Volta ràpida: Mike Hawthorn 1' 40. 8 (a la volta 50)